# Zöld színtestű növények

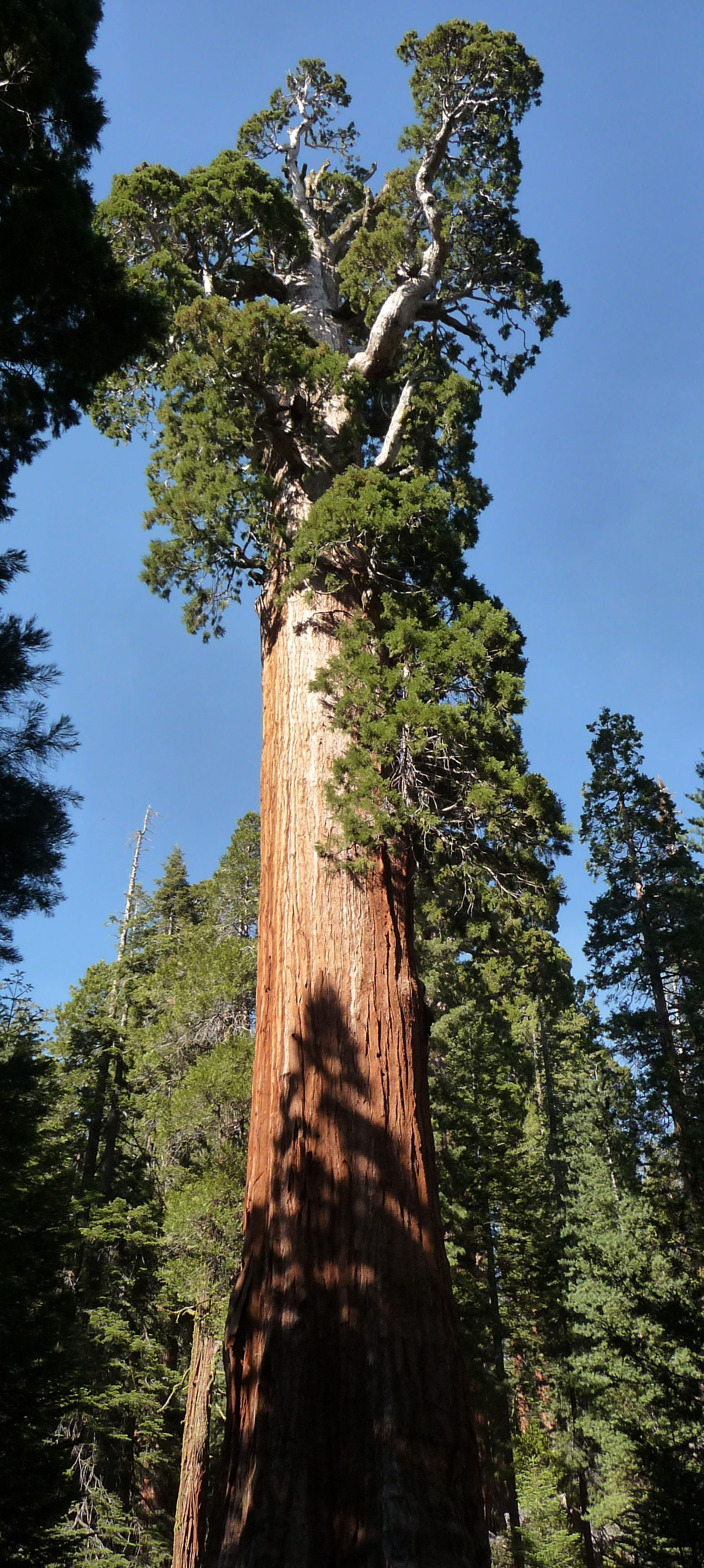
„Grant tábornok” óriás mamutfenyő a Kings Canyon Nemzeti Parkban

A zöld színtestű növények (Viridiplantae) alországa a szűkebb értelemben vett, hagyományosan fotoszintetizáló növényeket foglalja össze. Egy ideig csak ezeket sorolták a növények országába, ami a vörösmoszatokkal, a Picozoával és a Glaucophytával együtt alkotja az Archaeplastida kládot. Jelenlegi az Archaeplastida csoport tagjait tekintik (tágabb értelemben) növényeknek, így a Plantae és az Archaeplastida elvileg ekvivalens fogalommá vált. Szűkebb, köznyelvi értelemben gyakran továbbra is a zöld színtestű növényeket tartjuk „valódi” növényeknek.

## Megjelenésük, felépítésük
Megjelenésük rendkívül változatos, a magányosan vagy sejttársulásokban élő egysejtűektől a mamutfenyőkig. Közös, megkülönböztető értékű jellemzőik a klorofill a és b, valamint a karotinok. A keményítőt a színtestekben tárolják. Kloroplasztiszukban a tilakoidok egymáshoz tapadnak.

## Életmódjuk, termőhelyük
A Föld szinte minden biomjában előfordulnak a trópusi esőerdőktől és sivatagoktól a sarki jégpáncél körüli tengerekig. Általában jellemző rájuk a fotoszintézis, vagyis a napfény energiáját felhasználva autotróf módon építik fel testük molekuláit. Kisebb csoportjaik életmódot váltottak, és elvesztették színanyagaikat.